# E (альбом Ecco2K)
| Оценки критиков   | Оценки критиков |
| Источник          | Оценка          |
| ----------------- | --------------- |
| Pitchfork         | 7.4/10          |
| Album of The Year | 72              |

E (стилизуется как оценочный знак ℮) —первый сольный альбом британо-шведского исполнителя Ecco2K, выпущенный 27 ноября 2019 года на лейбле YEAR0001.
Издание Pitchfork написало, что «альбом меняет хип-хоп на выразительную и удивительно красивую версию современной поп-музыки».

## Список композиций
Все треки написаны Ecco2k.
| №                   | Название                                           | Продюсеры           | Длина |
| ------------------- | -------------------------------------------------- | ------------------- | ----- |
| 1.                  | «AAA Powerline»                                    | Shanti              | 4:11  |
| 2.                  | «Peroxide»                                         | Gud                 | 3:34  |
| 3.                  | «Fragile»                                          | Gud                 | 2:54  |
| 4.                  | «Bliss Fields»                                     | Gud                 | 0:22  |
| 5.                  | «Fruit Bleed Juice»                                | Shanti              | 1:12  |
| 6.                  | «Cc»                                               | Whitearmor, Gud     | 2:34  |
| 7.                  | «Calcium»                                          | Whitearmor          | 3:44  |
| 8.                  | «Sugar & Diesel»                                   | Whitearmor          | 3:19  |
| 9.                  | «Don’t Ask»                                        | Whitearmor          | 2:20  |
| 10.                 | «Security»                                         | Mechatok, Gud       | 2:35  |
| 11.                 | «Time»                                             | Gud                 | 2:01  |
| 12.                 | «Blue Eyes»                                        | Gud                 | 1:33  |
| 13.                 | «Life After Life» (Бонус-трек к физ. копии релиза) | Whitearmor, Gud     | 2:22  |
| Общая длительность: | Общая длительность:                                | Общая длительность: | 30:23 |

Примечание
- На физической копии альбома присутствовал трек «Life After Life», который не вошёл в цифровую версию.